# Let's Make a Night of It
Let's Make a Night of It è un film del 1938 diretto da Graham Cutts.

## Produzione
Il film fu prodotto dall'Associated British Picture Corporation (ABPC).

### Colonna sonora
- The Spider and the Fly, di Jimmy Kennedy e Michael Carr - eseguita da Claire Luce
- Havana, di Jimmy Kennedy e Michael Carr - eseguita da Claire Luce
- When My Heart Says Sing, di Jimmy Kennedy e Michael Carr
- Take Your Pick and Swing, di Jimmy Kennedy e Michael Carr
- For Only You, di Ray Noble e Allan Murray

## Distribuzione
Nel Regno Unito, il film venne distribuito dall'Associated British Picture Corporation (ABPC); negli USA dall'Universal Pictures Corp., uscendo nelle sale nell'agosto 1938. In Brasile, venne ribattezzato O Amor Sempre Vence.
Copia della pellicola viene conservata negli archivi della Library of Congress.